# Молодёжный оркестр Европейского союза
Молодёжный оркестр Европейского союза (англ. European Union Youth Orchestra) — симфонический оркестр, состоящий из молодых музыкантов, представляющих все страны Европейского союза. Один из лучших и наиболее известных молодёжных оркестров мира. В настоящее время состоит из 140 исполнителей из 27 стран, в возрасте от 14 до 24 лет. Набор музыкантов в оркестр производится на год; по истечении года члены оркестра должны вновь проходить прослушивание наравне с новыми претендентами.
Создан на основе решения Европарламента от 8 марта 1976 г. Председатель Европарламента является почётным президентом оркестра. Оркестр начал свою деятельность в 1978 г. европейским турне, включавшим выступления в Амстердаме, Бонне, Париже, Люксембурге, Брюсселе, Милане и Риме. Оркестр постоянно выступает в городах, объявляемых культурной столицей Европы.
Среди музыкантов, выступавших с Молодёжным оркестром в качестве солистов, — Иегуди Менухин, Тереса Берганца, Джесси Норман, Барбара Хендрикс, Раду Лупу, Эмануэль Акс, Анне-Софи Муттер, Мюррей Перайя; оркестром дирижировали, помимо его непосредственных руководителей, Герберт фон Караян, Леонард Бернстайн, Колин Дэвис, Карло Мария Джулини, Даниэль Баренбойм, Мстислав Ростропович и др.
Штаб-квартира оркестра находится в Лондоне. С 2015 г. российский дирижёр Василий Петренко — главный дирижёр оркестра.

## Руководители оркестра
- Клаудио Аббадо (1978—1994)
- Бернард Хайтинк (1994—2000)
- Владимир Ашкенази (2000—2015)
- Василий Петренко (с 2015 г.)